# G2 (USA-Cina)
Il G2 è un accordo informale tra Stati Uniti d'America e Cina (rispettivamente la prima e, dal 2010, la seconda potenza economica mondiale in termini di prodotto interno lordo) che consta del rapporto bilaterale e, per certi versi, privilegiato tra questi due Stati.
Tale relazione si è affermata nel corso del 2009 con l'affiancamento del G8 al G20, forse anche in virtù del numero relativamente elevato di membri di quest'ultimo. Essa è altresì indotta dalla situazione economica mondiale e da quella reciproca dei due paesi (la Cina è il principale creditore degli Stati Uniti d'America).

## Confronto tra i due Stati
Le difficoltà delle relazioni tra Pechino e Washington all'inizio del XXI secolo "si estendono all'intera popolazione e non si limitano più ai contatti tra i leader. Si è constatato che i periodi di tensione tra i due Paesi negli ultimi quindici anni sono stati sempre caratterizzati da reazioni muscolari della Cina, in precedenza passiva o docile, probabilmente dietro le raccomandazioni di Deng Xiaoping che invitata alla modestia e discrezione nella scena internazionale. Da parte americana, la traiettoria non è la stessa, poiché la società civile non è mai stata privata dello sguardo sulla Cina (...) ciò che è radicalmente cambiato nel rapporto Pechino-Washington è ora la partecipazione più attiva dei cinesi, rassicurati nella loro dignità e nell'orgoglio nel loro paese (...). Il nazionalismo cinese, che è il risultato di un rinnovato senso di orgoglio nazionale, è una tendenza più presente nella società, e i suoi effetti non sono limitati alla Cina, ma, dato il potere sempre più forte della Cina, hanno una proiezione internazionale".

## L'iniziativa di dialogo economico strategico
Considerandosi i due paesi più influenti e potenti del mondo, sono emersi suggerimenti sempre più forti - all'interno degli ambienti politici americani - per creare un rapporto stabile e bilaterale, in cui gli Stati Uniti e la Cina potessero elaborare insieme soluzioni ai problemi globali, anche mediante consultazioni periodiche al massimo livello.
Il Dialogo Economico Strategico avviato dall'allora Presidente USA Bush e dal Presidente cinese Hu (guidato dal Segretario al Tesoro USA Henry Paulson e dal Vice Ministro cinese Wu Yi nel 2006) è quindi stato ampliato dall'amministrazione Obama. Ribattezzato Dialogo Strategico ed Economico USA-Cina, è stato guidato dal Segretario di Stato USA Hillary Clinton e dal Segretario del Tesoro americano Timothy Geithner per gli Stati Uniti e dal Vice Primo Ministro Wang Qishan e dal Consigliere di Stato cinese Dai Bingguo per la Cina. Il focus della prima serie di incontri, nel luglio 2009, è stato, oltre alla risposta alla crisi economica, la ricerca di modi per cooperare per arginare il riscaldamento globale e affrontare questioni come la proliferazione delle armi nucleari e le crisi umanitarie.

## La diplomazia della transazione
Nei confronti della Cina di Xi si è vista in azione "la volontà del presidente Trump di ingaggiare palesi, determinati e mediatici bracci di ferro con gli avversari dell’America: la Cina sul fronte del libero mercato": è un approccio che esalta "la presidenza come strumento di continue e aspre «transazioni» con chiunque, sempre, nell’interesse degli Usa. È una versione della diplomazia come strumento della teoria «America First» che si è vista con chiarezza in azione in occasione della scelta di imporre dazi per almeno 60 miliardi di dollari sull’importazione di circa mille prodotti al fine di proteggere le industrie nazionali più minacciate dalla concorrenza di Pechino".

### Gruppi non più esistenti
- G22
- G33 (paesi industrializzati)